# グレゴリオ聖歌
グレゴリオ聖歌（グレゴリオせいか、グレゴリアン・チャント、英: Gregorian Chant）は、西方教会の単旋律聖歌（プレインチャント）の基軸をなす聖歌で、ローマ・カトリック教会で用いられる、単旋律、無伴奏の宗教音楽。

## 概要
グレゴリオ聖歌は、主に9世紀から10世紀にかけて、西欧から中欧のフランク人の居住地域で発展し、後に改変を受けながら伝承した。教皇グレゴリウス1世が編纂したと広く信じられたが、現在ではカロリング朝にローマとガリアの聖歌を統合したものと考えられている。
グレゴリオ聖歌の発展とともに教会旋法が成立し、グレゴリオ聖歌は8つの旋法で体系づけられることとなった。旋律の特徴としては、特徴的なインキピット（冒頭句）や終止（カデンツ）、メロディの中心となる朗誦音（リサイティング・トーン）の使用、またセントニゼイションと呼ばれる既存のメロディを転用する技法によって発展した音楽語法があげられる。グレゴリオ聖歌の旋律はネウマ譜を用いて記譜され、このネウマ譜が16世紀に現代でも用いられる五線譜に発展した。またグレゴリオ聖歌はポリフォニーの発展に決定的な役割を果たした。
歴史的には、教会では男性および少年合唱によって、また修道会では修道僧、修道女によってグレゴリオ聖歌は歌われてきた。グレゴリオ聖歌は、西方教会の各地固有の聖歌を駆逐し、ローマカトリック教会の公式な聖歌として、ローマ典礼に基づくミサや修道院の聖務日課で歌われるようになった。しかし、1960年代の第2バチカン公会議以降は現地語による典礼が許容されるようになったことを受けて、グレゴリオ聖歌の歌唱は義務ではなくなり、典礼音楽としてのグレゴリオ聖歌は次第に各国語の聖歌にとってかわられている。ただし、ローマ教皇庁の見解としては、依然としてグレゴリオ聖歌が典礼にもっともふさわしい音楽形態である。20世紀には、音楽学の対象としてグレゴリオ聖歌の研究が進み、典礼を離れた音楽としても人気を得た。

## 歴史

### 初期聖歌の展開
無伴奏歌唱は、教会の最初期からキリスト教の典礼に組み込まれていた。1990年代半ばまでは、古代イスラエルの詩篇歌唱が原始キリスト教の典礼および聖歌に強く影響を与えたと考えられていたが、今日では、最初期のキリスト教の聖歌には詩篇をテキストとするものがなく、また紀元70年のイスラエル包囲以後数世紀にわたってシナゴーグで詩篇が歌われていなかったことから、この見解は研究者の間では否定されている 。ただし、初期キリスト教の典礼がユダヤ教の伝統を受け継ぎ、それが後まで聖歌のなかに痕跡を留めていることは事実である。例えば聖務日課はユダヤ教の祈りの時間に起源をもつものである。また、アーメンやアレルヤはヘブライ語であり、「サンクトゥス」の三唱はアミダー（立祷）でおこなわれるケドゥーシャ（三聖唱・「神は聖なるかな」と3度唱える）を受け継ぐものである。
新約聖書には、最後の晩餐で賛美歌を歌ったことが言及されている。すなわち「賛美の歌を歌ってから、彼らはオリーブ山へと出て行った」とある。また教皇クレメンス1世やテルトゥリアヌス、アレクサンドリアのアタナシオス、エゲリアなどの記録にも、初期キリスト教で賛美歌が歌われていたことがみえるが、その言及は詩的もしくはあいまいなもので、この時代の音楽が実際にどのようなものだったかはほとんどわからない。3世紀成立のギリシア語のパピルス写本オクシュリンコス賛美歌には、音楽的な記譜があるが、この賛美歌とキリスト教の聖歌の伝統との関係は明らかでない。
一方、後にローマ典礼で用いられることになる音楽的要素は、3世紀には出現している。対立教皇ヒッポリュトスに著者が比定される『使徒伝承』では、アレルヤを繰返し唱えるハレル（詩篇に基づくユダヤ教の朗誦）を、初期キリスト教の愛餐（アガペー餐）と結びつけている 。定時課に歌われる聖務日課の聖歌は、4世紀初頭、聖アントニウスに従って砂漠で修行を行った修道僧たちが始めた、毎週150の詩篇を一巡して歌う連誦に起源を持つ。375年頃には、東方のキリスト教ではアンティフォナ的な賛美歌が流行し、386年にアンブロジウスによってこれが西方にもたらされた。
5世紀から9世紀の間に聖歌がどのように展開したかについては、史料が乏しく、学説は定まっていない。410年頃には、アウグスティヌスがミサで昇階曲をレスポンソリウムで歌っていることを記している。678年ごろには、ヨークにてローマ聖歌が教えられていた。この頃の西方教会の地域では、ブリテン諸島（ケルト聖歌）、イベリア半島（モザラベ聖歌）、ガリア（ガリア聖歌）、イタリア半島（ローマ聖歌、古代ローマ聖歌、アンブロジオ聖歌、ベネヴェント聖歌） などで各地に固有の聖歌が発展した。これらの伝統は、西ローマ帝国崩壊後に、5世紀にあったと考えられている通年の聖歌集から発展したものかもしれない。

### 新しい聖歌の成立

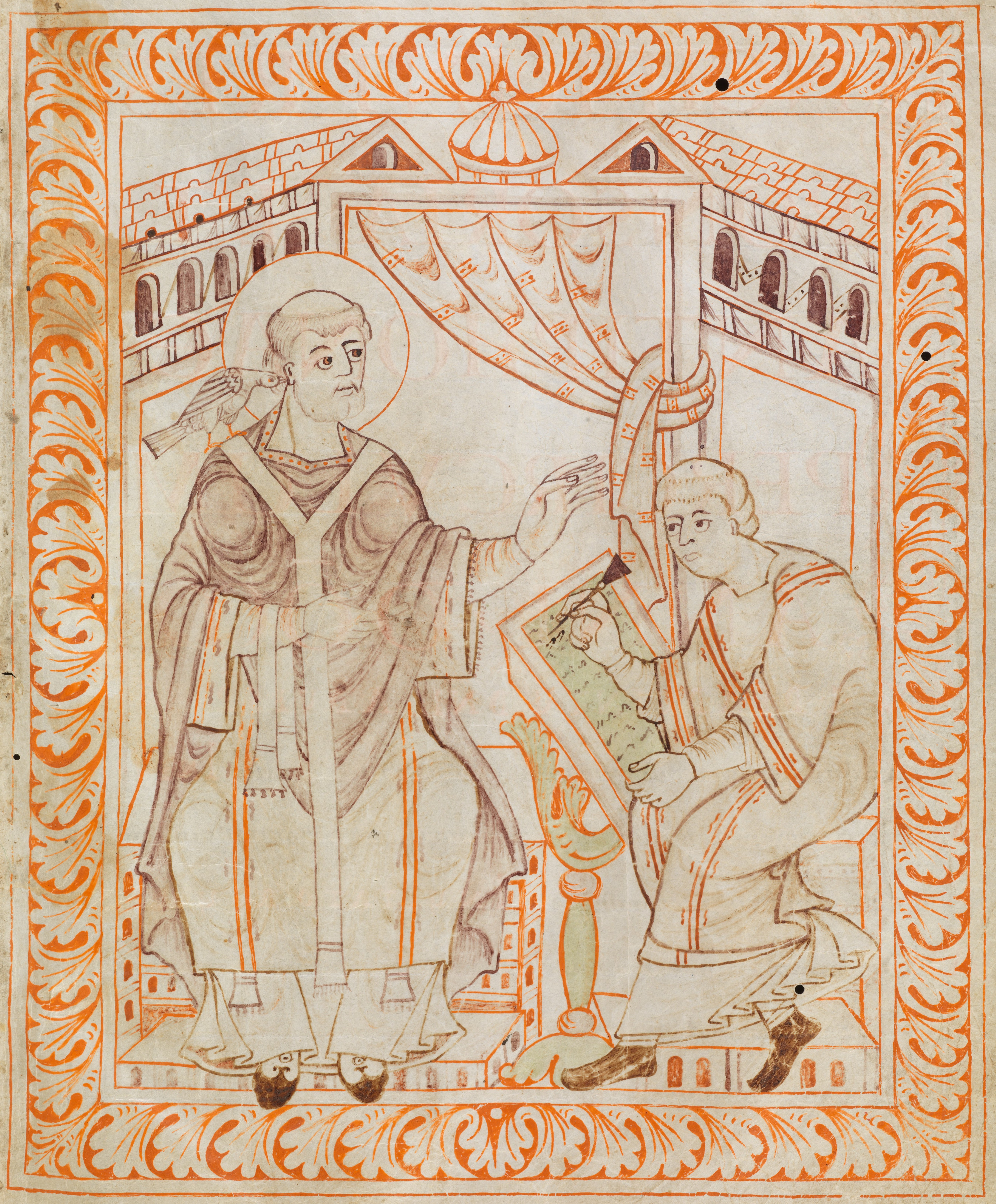
伝説では、聖霊を表象する鳩がグレゴリウス1世に霊感を与え、グレゴリオ聖歌を書き取らせた。

グレゴリオ聖歌のレパートリーは、ローマ典礼でつかうために編成されたものである。音楽学者ジェームス・マッキノンによれば、ローマ式ミサの典礼次第の基礎は7世紀末の短い期間にまとめられたものである。一方、Andreas Pfisterer や Peter Jeffery などの他の研究者は、レパートリーの最古の部分はより古い時期に起源を持つものだと主張している。
研究者の論点は、聖歌旋律の主要部分が7世紀以前のローマに起源を持つものなのか、あるいは8世紀から9世紀初頭のフランク王国に起源を持つものなのかという点である。伝統的な通説を支持する人々は、590年から604年に在位した教皇グレゴリウス1世の果たした役割の大きさを指摘している。しかし、ウィリー・アーペルや Robert Snow によって支持されている、現在の研究者たちの見解では、グレゴリオ聖歌は750年頃以降にカロリング朝フランスにおいて、ローマ聖歌とガリア聖歌を統合、発展させたものと考えられている。教皇ステファヌス2世は752年から3年にかけてガリアを訪れた際に、ローマ聖歌を用いてミサをたてた。カール大帝によれば、その父ピピン3世は、ローマとの関係を強化するために、ガリア典礼を廃止してローマ式に換えたという。785年から6年には、カール大帝の要望に応え、教皇ハドリアヌス1世が、ローマ聖歌を含んだ聖礼典式書をカロリング朝宮廷へ送っている。その後、このローマ聖歌は現地のガリア聖歌の影響を受けて改変されつつ記譜され、さらに8つの教会旋法へと整えられていく。このフランク・ローマ折衷のカロリング聖歌は、教会暦上不足していたものを新しい聖歌で補いながら、「グレゴリオ聖歌」として完成することになる。グレゴリウスの名を冠した理由としては、当時フランク王国に多く招聘されていたイングランドの聖職者がアングロ＝サクソン教会の創立者であるグレゴリウス1世をたたえたものであるという説や、当時の教皇グレゴリウス2世（715-731 在位）を讃えてこのように名付けられたものが、後に、彼よりはるかに有名な大聖グレゴリウスに作を帰する伝説が生まれたとする説がある。この伝説では、グレゴリウスは聖霊の象徴である鳩に霊感をうけて聖歌を書き取ったとされ、グレゴリオ聖歌に聖性と権威を与えることとなった。グレゴリオ聖歌がグレゴリウス1世の手になるという言説は、今日に到るまで広く信じられている。

### 普及と覇権
グレゴリオ聖歌は、瞬く間にヨーロッパ全土に驚くほど均質な様式を保ちながら普及した。カール大帝は神聖ローマ皇帝となると、聖職者にグレゴリオ聖歌を用いなければ死罪とすると脅迫し、積極的に帝国内にグレゴリオ聖歌を広めて、聖権力および世俗権力の強化を図った。英語やドイツ語の史料からは、グレゴリオ聖歌は北はスカンディナヴィア、アイスランド、フィンランドまで広まったことが窺える。885年には、教皇ステファヌス5世が教会スラヴ語を用いた典礼を禁止し、これによりポーランド、モラヴィア、スロヴァキア、オーストリアなどを含む、東方のカトリック教会支配域でもグレゴリオ聖歌が優勢となった。
西方キリスト教世界の他の聖歌は、新しいグレゴリオ聖歌の強い圧迫をうけることとなった。カール大帝は父の方針を受け継ぎ、現地のガリア式の伝統を捨て、ローマ式の典礼を好んだ。9世紀には、ガリア典礼およびガリア聖歌は実質的には廃止されたが、これには地元の抵抗がないわけではなかった。イングランドではソールズベリー式典礼（サルム典礼）においてグレゴリオ聖歌がケルト聖歌を駆逐した。ベネヴェント聖歌については、1058年の教皇教令によって禁止されるまで、1世紀以上、グレゴリオ聖歌と共存した。モザラベ聖歌は、西ゴート族とムーア人の流入のなか生き残ったが、レコンキスタによりスペインにローマの支持を受けた高位聖職者が配置されるに至り、廃されることとなった。一握りの限られた教会でのみ歌うことが許されたために、現代のモザラベ聖歌はグレゴリオ聖歌との同化が進み、もとの音楽的形態をほとんど留めていない。アンブロジオ聖歌のみが、アンブロジウスの音楽家および宗教者としての権威のために、今日までミラノにて残存している。
グレゴリオ聖歌は、やがて、ローマの固有の聖歌（今日では古代ローマ聖歌と呼ばれる）にもとって代わるようになる。10世紀には、イタリアでは実質上、音楽の記譜はまったく行われておらず、ローマ教皇たちは、10世紀から11世紀にかけて、神聖ローマ皇帝からグレゴリオ聖歌を移入し続けた。例えば、クレドは神聖ローマ皇帝ハインリヒ2世の要望で1014年にローマ典礼に追加されたものである。大聖グレゴリウスの伝説によって権威が高められたグレゴリオ聖歌は、ローマ固有の真正な聖歌とみなされるようになり、今日にまで至る。12世紀、13世紀には、グレゴリオ聖歌は西方キリスト教世界の他の聖歌を完全に凌ぎ、駆逐した。
他の聖歌に関する後代の史料からは、聖歌をグレゴリオ聖歌的な教会旋法に組織する試みなど、グレゴリオ聖歌の影響が強まる様子を見ることができる。一方で、これらの失われた聖歌の伝統はグレゴリオ聖歌の中に取り込まれていったことが、様式の分析や歴史的分析によって明らかになってきている。例えば、聖金曜日のインプロペリアは、ガリア聖歌の伝統を残していると考えられている。

### 初期の史料と後代の改訂
現存する最古の楽譜史料は、9世紀後半のものである。それ以前は、聖歌は口頭で伝承されていた。多くの研究者が、記譜法の発達がヨーロッパ全土へ共通の聖歌が普及する要因となったと考えている。最初期の楽譜は、主にドイツのレーゲンスブルク、スイスのザンクト・ガレン修道院、フランスのランおよびリモージュのサン・マルシャル修道院に残されている。
グレゴリオ聖歌は、「堕落した」歌を「元の形」に糺すという名目で、しばしば改訂を加えられた。初期のグレゴリオ聖歌は、教会旋法の理論的構造に合致するように改変されている。1562年から3年にかけて、トリエント公会議によりセクエンツィアのほとんどが禁止された。ギデット（Guidette）の1582年発行の Directorium chori および1614年発行の Editio medicaea は、当時の美学的基準にあわせて、堕落し、問題があるとみなされた「粗野な部分」を徹底的に改変している。1811年には、フランスの音楽学者アレクサンドル＝エティエンヌ・ショロン（Alexandre-Étienne Choron）が、フランス革命中のカトリック教会の無力への過激な保守反動の一環として、フランス的堕落を廃し、「純粋な」ローマのグレゴリオ聖歌へ回帰することを唱えた。
19世紀末には、古い典礼書や音楽写本が調査され、校訂されるようになる。1871年、メディチ家のグレゴリオ聖歌写本が再版され、教皇ピウス9世によって、唯一の公式な版と認定された。1889年には、これに対抗し、中世のもともとの旋律を追求した Paléographie musicale （音楽の古文書学）がフランス・ソレムのサン・ピエール・ド・ソレム修道院によって出版された。ソレーム修道院の復興聖歌は研究者には高く評価されたが、教皇庁には拒否された。 その後ソレーム修道院の聖歌は『リベル・ウズアリス』にまとめられ、1903年に教皇レオ13世が没すると、その後継者ピウス10世は即座にソレーム修道院の聖歌を権威あるものと認め、翌1904年には、バチカン版のソレーム聖歌が認定された。しかしその後、ソレーム修道院の校訂に対して、研究者から疑義が呈されることになった。特に問題となったのは、問題の多いリズム解釈を強引に用いるために、様式を恣意的に改変していた点である。ソレーム版では、原本にはないフレーズ記号や、音符の長さを示す「エピセマ」や「モラ」の記号を挿入している一方で、原本にある、リズムや速度の加減などのアーティキュレーションを示す意味のある文字を取り除いている。このような校訂によって、ソレーム版の歴史的正当性は疑われるに至った。
ピウス10世は、1903年の教皇自発教令 Tra le sollicitudine によって、グレゴリオ聖歌の使用を命じ、信徒に対してミサ通常文を歌うことを推奨したが、固有文の歌唱は男性のみに限った。保守的なキリスト教コミュニティではこの伝統が守られているが、第2バチカン公会議にて、グレゴリオ聖歌の代わりに、それぞれの土地の現代の音楽などを用いることが公的に許可されたため、カトリック教会自体はもはやこの制限を維持していない。ただし、教皇庁では、依然としてグレゴリオ聖歌がカトリック教会の公的な音楽であり、讃美にもっともふさわしい音楽であるとしている。

## 音楽的形態

### 旋律の様式
グレゴリオ聖歌は、言葉の音節（シラブル）あたりにいくつの異なる高さの音を与えるかによって3つの旋律様式に分けられる。「シラブル様式」（シラビック）は1シラブルに1音をあてる。「ネウマ様式」（ネウマティック）では、主に1シラブルに2、3音あて、「メリスマ様式」（メリスマティック）では、1シラブルに5、6音から60音以上にまで至るいくつもの音の連なりがあてられる。

また、グレゴリオ聖歌は旋律の型としては、レチタティーヴォと自由旋律の2つの分類にいれることができる。もっとも単純な種類の旋律は「典礼文のレチタティーヴォ」である。レチタティーヴォ的な旋律は、朗誦音（リサイティング・トーン）と呼ばれる1つの基本となる音高を主として用い、他の高さの音は、インキピットや部分終止および完全終止の部分に現れる。こういった形を取る聖歌は主にシラブル様式である。例えば、復活祭の集祷文は127のシラブルがあるが、これにたいして音の数は131で、そのうち108が朗誦音イ音、残りの23がト音に下がる音である。典礼文のレチタティーヴォは、典礼中の独唱聖歌（アクセントゥス）によく見られ、例として、ミサでの集祷文や使徒書簡、福音書の詠誦や、聖務日課での詩篇詠誦をあげることができる。
詩篇を詠誦する「詩篇聖歌」には、レチタティーヴォと自由旋律の両方がある。詩篇聖歌には、詩篇詠誦、交唱聖歌（アンティフォナ）、応唱聖歌（レスポンソリウム）が含まれる。詩篇詠誦では、詩篇の詩句が、単純で、定式的な音高で、繰り返しなく歌われる。一方、多くの詩篇聖歌は交唱と応唱であり、ここでは自由旋律が用いられ、複雑さもさまざまである。

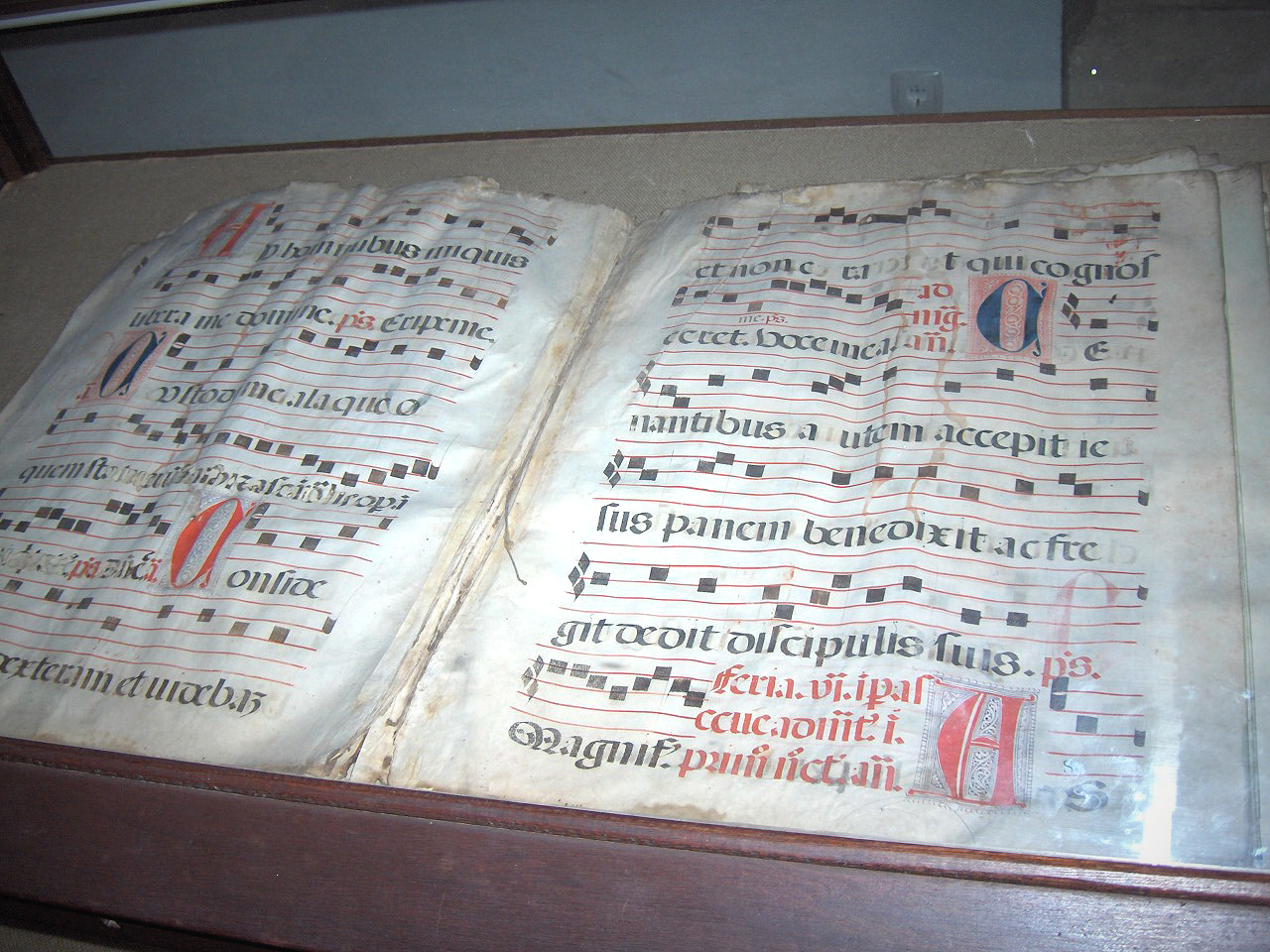
グレゴリオ聖歌の記されたミサ典書

交唱聖歌は、入祭唱（イントロイトゥス）や聖体拝領唱（コンムニオ）などに用いられ、元来は2組の合唱隊が交互に歌い、一方が詩篇の詩句を、他方がアンティフォナと呼ばれる繰り返しの句（リフレイン）を歌う形式である。時代を経るとともに詩句の数は減り、通常は1つの詩句と頌栄のみ、あるいは詩篇はまったく歌われないまでになった。だが、旋律に朗誦音が用いられる点には、交唱聖歌の原型が技巧を凝らしたレチタティーヴォにあることを示している。なお、キリエやグロリアなど、通常文の聖歌は、交唱様式をとることがしばしばあるが、交唱聖歌とはみなされない。

応唱聖歌は、昇階曲（グラドゥアーレ）、 詠唱（トラクトゥス）、アレルヤ唱、奉献唱（オッフェルトリウム）や、聖務日課の応唱などに用いられ、元来は独唱による詩篇詩句の歌唱と、合唱による「応答句」が交互に歌われる。レスポンソリウムはしばしば、先行作品からさまざまな音型を転用、合成して作成され、この過程をセントニゼイションと呼んでいる。トラクトゥスでは応答句が失われているが、セントニゼイションの痕跡は強く残っている。
グレゴリオ聖歌は、ローマ典礼のもとめる様々な機能を満たすために発展した。おおまかに言うと、典礼文のレチタティーヴォは、助祭や司祭による典礼文の詠誦に用いられた。交唱は、司祭の入場や、献金の回収、聖別されたパンとぶどう酒の拝領など、典礼中の行動の時に用いられた。そして応唱は、聖書朗読や、日課に用いられた。
詩篇に基づかない、ミサ通常文の歌唱やセクエンツィア（続唱）、賛美歌などは、元来は会衆の歌のために用いられた。これらの聖歌では、音楽の形式はおもにテキストの構造に依存している。セクエンツィアでは、対句ごとに同じ音型が用いられるし、賛美歌ではテキストが有節形式であることから、連ごとに同じシラブル様式の旋律が現れる。

### 旋法
初期の聖歌は、西洋音楽の大部分と同様に、全音階の使用を特徴としたと考えられている。旋法理論は主要な聖歌の作曲よりも後に成立し、出自をまったくことにする2つの伝統を融合させたものである。すなわち、古代ギリシアの伝統を受け継ぐ、純理論的な数値比率理論と、伝統的に培われてきたカントゥスの実践技法である。理論と実践の双方を扱った最初期の著作としては、9世紀に成立したムジカ・エンキリアディス（音楽便覧）およびスコリカ・エンキリアディス（前者の注釈書）の論文群がある。これらは9世紀に流布したものの、より古い、口頭伝承に由来する可能性が高い。エンキリアディスの論文群では、古代ギリシアの音楽理論と類似するテトラコルドを用い、ニ、ホ、ヘ、トの4音を終止音（フィナリス）とする18音の音階を使用しているものの、古代ギリシアの理論とは異なる点がいろいろとある。中でも、各テトラコルドの間がすべて重ならず（ト-イ^変ロ-ハ・ニ-ホ^ヘ-ト・イ-ロ^ハ-ニ・ホ-嬰ヘ^ト-イ・ロ-嬰ハ）、このためにオクターブや完全四度が崩れる点が出てくる（ヘと嬰ヘや、変ロとホなど）点は、中世の基準的な音階と合致せず、長い間音楽学者の疑問となっている。その後、フクバルドゥスによって、フィナリスのテトラコルド（ニ、ホ、ヘ、ト）を応用し、これをギリシアの大・小完全音組織理論に基づいて補完し、ロ・変ロが可変の全音階が初めて記述された。これらの試みは、聖歌の実践に適応した音楽理論構築の最初の段階とみなされる。
1025年頃、グイード・ダレッツォは「ガンマウト」を発展させることで西洋音楽に革命をもたらした。ガンマウトでは、聖歌に用いられるピッチ（音高）は音域の重なるヘクサコルドに組織される。ヘクサコルドの基音としては、ハ音（ナチュラル・ヘクサコルド、ハ-ニ-ホ^ヘ-ト-イ）、ヘ音（変ロを使う、軟ヘクサコルド、ヘ-ト-イ^変ロ-ハ-ニ）、またはト音（ロを使う、硬ヘクサコルド、ト-イ-ロ^ハ-ニ-ホ）がある。変ロは臨時記号ではなく、ヘクサコルドの体系の必須要素とされている、一方、ヘクサコルドに含まれない音の使用はムジカ・フィクタとされた。
グレゴリオ聖歌は、ビザンティン聖歌の8分類八調（オクトエコス）の影響を受けて、8つの旋法に分類された。各旋法は終止音（フィナリス）、支配音（ドミナント）および音域（アンビトゥス）が決まっている。フィナリスは曲の最後の音で、通常は旋律全体を通じて重要な音となる。ドミナントは、通常旋律の中で朗誦音として用いられるピッチである。アンビトゥスは旋律で用いられるピッチの範囲を示す。フィナリスがアンビトゥスの中央にある、もしくはごく限られたアンビトゥスしかもたない旋律は「変格旋法」に分類され、フィナリスがアンビトゥスの最低音であり、かつ5つか6つ以上の高さの音を音域にもつ旋律は「正格旋法」に分類される。互いに対応する変格と正格旋法は、フィナリスは同じであるが、ドミナントは異なる。旋法の名前は、古代ギリシャの旋法の誤解に基づくもので、中世には実際に使われることは稀であった。「ヒポ」の接頭辞は、変格旋法であることを示している。
第1、第2旋法は、ニ音をフィナリスとする正格および変格旋法で、時にドリア旋法、ヒポドリア旋法と呼ばれる
第3、第4旋法は、ホ音をフィナリスとする正格および変格旋法で、時にフリギア旋法、ヒポフリギア旋法と呼ばれる
第5、第6旋法は、ヘ音をフィナリスとする正格および変格旋法で、時にリディア旋法、ヒポリディア旋法と呼ばれる
第7、第8旋法は、ト音をフィナリスとする正格および変格旋法で、時にミクソリディア旋法、ヒポミクソリディア旋法と呼ばれる
イ、ロ、ハ音で終わる旋法を、時にエオリア旋法、ロクリア旋法、イオニア旋法と呼ぶことがあるが、これらは固有の旋法ではなく、同じヘクサコルドを使う旋法の移調とみなされる。グレゴリオ聖歌のピッチは絶対的には定まっていないため、実際の演奏ではもっとも歌いやすい音域で歌ってよい。
一部のグレゴリオ聖歌は、旋法ごとに決まった音楽的定式があり、例えば交唱（アンティフォナ）と詩篇詩句の間の詩篇朗誦音（サルム・トーン）などにより、聖歌中の各部分間の移行を滑らかに行えるようになっている。。
すべてのグレゴリオ聖歌がグイードのヘクサコルドや、8つの旋法にぴったりはまるわけではない。例えば、特にドイツ語史料の聖歌には、ヘクサコルド・システムにふくまれない、ホとヘの間で音の高さを揺らす指示のあるネウマがある。初期のグレゴリオ聖歌は、アンブロジオ聖歌や古代ローマ聖歌と同じように、旋法を用いていなかった。旋法理論が広まるにつれて、特に12世紀のシトー会の改革によって、グレゴリオ聖歌は次第に旋法にあてはまるように改変された。フィナリスは変更され、旋律の音域は減らされ、メリスマが刈り込まれ、変ロ音が取り除かれ、そして歌詞の繰り返しが除かれた。しかし、このようにして旋法が一貫性を持つようにしようとする試みにもかかわらず、一部の聖歌にはごく単純な旋法の規則までも無視するものがある（特に聖体拝領誦［コンムニオ］）。例えば、コンムニオ Circuibo は4つの中世写本に、それぞれ違った旋法を用いて筆写されている。

### 音楽語法
グレゴリオ聖歌の音楽語法には、旋法以外にもいくつかの特徴的な点がある。旋律の動きは主に順次進行を取る。3度の跳躍はよくあり、それ以上の跳躍も、アンブロジオ聖歌やベネヴェント聖歌などよりはるかに多い。音の移動はオクターブではなく、7音目までしか到達しないことが多い。すなわち、例えばニ音からオクターブ上のニ音まで行くことは稀で、ニ-ヘ-ト-イ-ハのような形で、ニ音から7音上のハ音まで移動することがしばしば行われる。また、例えばヘ-イ-ハのような、決まったピッチの連なりを用い、その周りに他の高さの音が引き寄せられるような旋律も多い。各旋法には、よく使われるインキピットと終止（カデンツ）があるが、これは旋法理論だけでは説明できないものである。聖歌はしばしば、サブ・フレーズを組み合わせたり繰り返す複雑な内部構造を持つ。これは特に奉献唱や、キリエやアニュス・デイなど短いテキストを繰り返す聖歌、大応唱やグロリア、クレドなど、テキストの中に明確に分かれる部分を持つ聖歌に多い。
一部の聖歌は、旋律的に族関係にある。昇階曲（グラドゥアーレ）や 詠唱（トラクトゥス）を作る時には、一種の音楽的「文法」に従ったセントニゼイションによって音楽のフレーズが構築される。ある種のフレーズは聖歌の冒頭のみ、あるいは末尾のみに用いられ、ある種のフレーズは決まった組み合わせでのみ用いられ、このようにして例えば、昇階曲のグループである Iustus ut palma のように、音楽的に近親関係にある聖歌群が成立している。第3旋法の入祭唱の一部は類似した旋律をもち、上にあげた Loquetur Dominus もその一つである。第3旋法では、ハ音がドミナントとなるため、通常ならばハ音が朗誦音となるところ、これらの第3旋法の入祭唱では、ト音とハ音の両方を朗誦音とし、しばしば、この調性感を確立するために、ト音からハ音へ装飾を凝らした跳躍から聖歌がはじまる。同様の例は、他にも散見される。

### 記譜法

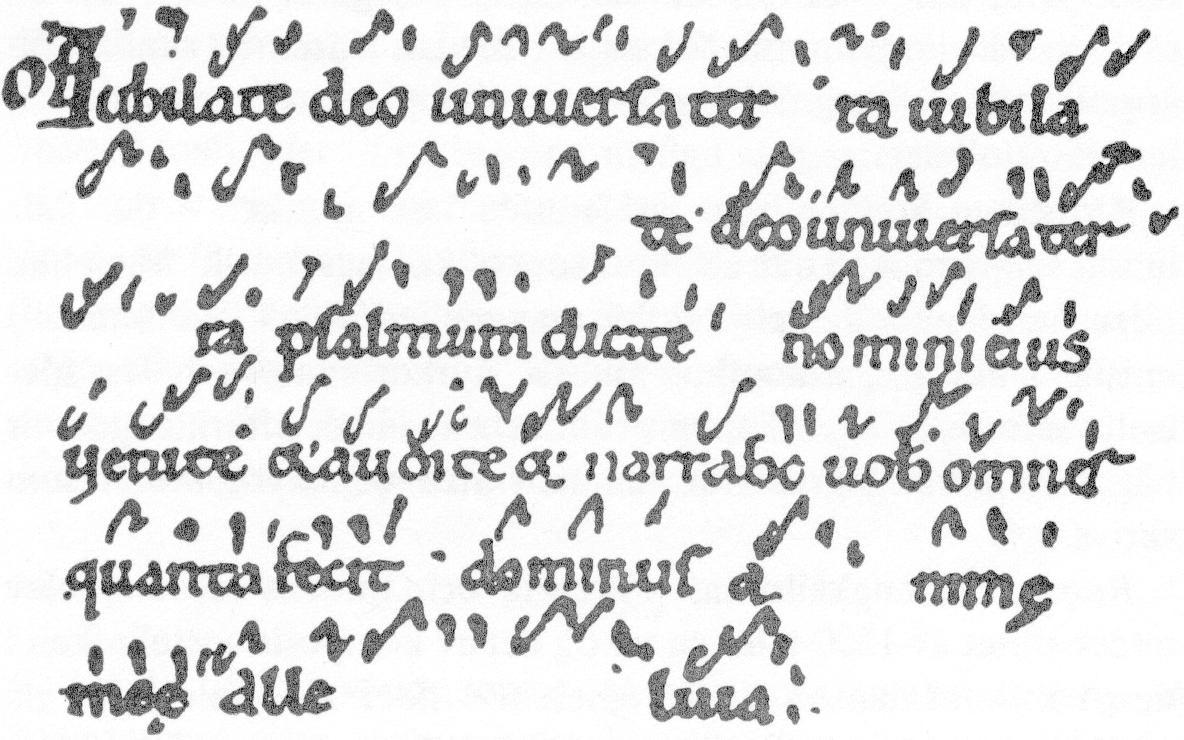
Iubilate deo universa terra 無音高ネウマにより、詩篇詩句詠唱法を示す

グレゴリオ聖歌の最初期の記譜史料は、「ネウマ」と呼ばれる記号を用いている。初期のネウマは、各音節（シラブル）の音高（ピッチ）の変化や長さを示すものの、各音の絶対的な音高や、各ネウマ間の相対的な音高の関係は示されていない（無音高ネウマ、アダイアステマ記譜法）。研究者の仮説では、この記譜法は手の動きによって音高を指示するカイロノミーや、ビザンティン聖歌の動機譜（エクフォネシス譜）、句読点、アクセント記号から発展したものとされる。後に、ネウマ間の相対的な音高の関係を示す音高ネウマ（ダイアステマ記譜法）が発明される。一貫した方法で相対的音高を示す方法ははじめ、11世紀前半に、フランスのアキテーヌ地方、中でもリモージュのサン・マルシャル修道院で開発された。それに対して、ドイツ語圏の多くでは、12世紀に至るまで無音高ネウマが使われ続けた。この他に、特定の音高（通常はハ音かヘ音）に一本の線を引く、線譜も発明された。また、段の最後において次の段の最初の音高を示す、カストス（custos）の記号や、テヌートを示す "t" など、アーティキュレーション、音の長さ、テンポなどを示す追加的記号も開発された。この他に、シェイカー教徒の音楽に用いられるような、異なる音高にそれぞれ文字を割り当てて記譜する記譜法も用いられていた。

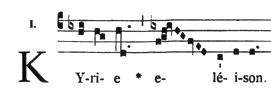
『リベル・ウズアリス』で用いられる、四角ネウマ。ここではキリエ・エレイソン（オルビス・ファクトール）の冒頭を示している。

13世紀には、グレゴリオ聖歌のネウマ譜は専ら、音部記号を伴う4本の線の上に「四角ネウマ」を配して記譜されるようになった（記事冒頭の Graduale Aboense の画像参照）。四角ネウマでは、1音節（シラブル）の中で上昇音型を取る数音の音群は、下から上に読む、四角を積み重ねた形で記譜され、下降音型を取る音群は、左から右に読む菱形で記譜される。1音節により多くの音が含まれる場合には、このようなネウマのかたまりを続け、左から右へ読んでいく。オリスクス（oriscus ）、クィリスマ（quilisma）、およびリクェセント（liquescent）の各ネウマは、特別な歌唱法を示しているが、具体的にどのような技法なのかははっきりしていない。変ロ音が使われる時には、変ロ音を含むネウマのかたまりの左に「軟b」がおかれる（右の「キリエ」の譜参照）。必要な場合は、下に線の延びる「硬b」が本位ロ音を示す。現在の聖歌集は主にこの四角ネウマ譜を用いて記譜されている。

## 演奏

### テクスチュア
聖歌は伝統的には男声に限られ、元来はミサや聖務日課の祈りにおいて、男性聖職者によって歌われていた。しかし、大都市を除いては聖職者の数は限られていたから、次第に世俗男性も合唱に加わるようになった。女子修道院（コンヴェント）では、女性も修行生活の一環として、ミサ及び聖務日課で歌うことが認められていたが、聖歌隊に加わることは聖職者にのみ許される公的義務とされていたため、世俗女性がスコラ・カントルムなどの聖歌隊で歌うことは認められていなかった。
聖歌は通常、斉唱（ユニゾン）で歌われたが、後には、聖歌に歌詞や音を追加するトロープスや、即興的にオクターブ、5度、4度（後には3度も）の和声を重ねるオルガヌムなどの技法が開発される。しかしトロープスもオルガヌムも、本来の聖歌の曲目に含まれるものではない。これの主要な例外としてはセクエンツィア（続唱）がある。セクエンツィアは、「ユルビス」と呼ばれるアレルヤ唱の引き伸ばされたメリスマ（alleluiaの最後のaを長くのばす）をトロープスにするところから発展したものである。しかし、トロープスもセクエンツィアも、トリエント公会議によってほとんど禁止された。トリエント公会議では、復活祭、ペンテコステ、聖体祝日および死者の日のためのものを残して、セクエンツィアが禁止された。
中世にグレゴリオ聖歌の歌唱に、実際にどのような歌唱法が用いられていたのかはほとんどわかっていない。時には聖職者が歌い手に対して、もっと抑制的に、敬虔に歌うように要求していることから、しばしば高度に技巧的な演奏も行われていたことが窺われ、それは「ゆっくりとたゆたう癒しの音楽」という今日のグレゴリオ聖歌のステレオタイプ・イメージとはかなり異なっていたと推測される。音楽性の追求と敬神のあいだのせめぎ合いの歴史は古く、グレゴリオ聖歌に名を冠する教皇グレゴリウス1世自身が、説教よりも歌声の魅力に基づいて聖職者が優遇されている現状を批判している。しかし、修道会改革者として知られるクリュニーのオドー（10世紀前半のクリュニー修道院長）は、聖歌の知的、音楽的芸術性を称賛している。
| 「 | これら［のオッフェルトリウムやコンムニオ］には、考えられる限りにさまざまの上昇や下降、繰り返しがあり……「通」を喜ばせ、初心者を悩ませ、またその素晴らしい構成は……他の聖歌とは大きく異なっている。これらは音楽の規則にはあまり従っていないが、音楽の力と効果をよく示している。 | 」 |

ドイツの修道院の一部では、今でも複合唱による本来的な交唱が行われている。しかし、一般的には、現在では交唱も、独唱者と合唱が交互に歌う、応唱の様式で演奏されている。この習慣は、おそらく中世から行われていたようである。中世に開発されたもう一つの技法として、冒頭の句を独唱者が歌い、フレーズの残りを全体合唱で歌う形式がある。この方法により、独唱者によって聖歌のピッチを定め、合唱の入りを合図することが容易になった。

### リズム
中世記譜法ではリズムが明確でないため、グレゴリオ聖歌のリズムについては、研究者の間で見解が分かれている。例えばプレッスス（pressus）などのネウマは音の繰り返しを示すが、これは音の延長や反響（リパーカッション）を示すものかもしれない。13世紀には、四角ネウマが普及し、多くの聖歌において、ほぼネウマで割り当てられた音の長さにしたがって各音が歌われていたようだが、13世紀の音楽理論家モラヴィアのヒエロニムスは、例えば最終の音は長く伸ばすなど、特定の音における例外について言及している。1614年の Editio medicaea などの後の改訂版では、メリスマの旋律上のアクセントが、シラブルのアクセントと合致するように書き換えられている。この美的意識は、19世紀末に、ワグナーやポティエ、モッケロー等によって聖歌復興運動が起きるまで、強く影響力を保っていた。
19世紀末の聖歌復興運動には大きく2つの陣営があった。1つはワグナー（Wagner）、ジャマース（Jammers）、リップハルト（Lipphardt）等の派閥で、聖歌に拍子をあてはめることを主張していたが、ただしどのようにあてはめるかについては意見の一致を見ていなかった。もう一方の派閥は、ポティエ（Pothier）やモケロ（Mocquereau）が中心となり、各音符の音価は基本的に同じとして自由なリズムで歌い、歌詞または音楽的に強調するべきところでは適宜音を伸ばすことを主張した。ソレーム修道院版のグレゴリオ聖歌現代譜は、この解釈に基づいている。モッケローは、旋律を2音もしくは3音のフレーズに分割し、各フレーズの冒頭に「拍」に似た「イクトゥス」（ictus、強音）をおき、これを小さな垂直線記号で注した。これらの旋律の基本単位は、カイロノミー（手振り）によって表現されるより大きなフレーズへとまとめられる。この方法論は20世紀前半には広く流行し、ジャスティン・ワードの幼児音楽教育プログラムによっても普及したが、第2バチカン公会議において聖歌の典礼における役割が弱められ、新しい世代の研究者によってモッケローのリズム理論が根本的に否定されるに至って、次第に使われなくなってきている。
現代の一般的なグレゴリオ聖歌の演奏では、主に美的意識の観点から、拍や周期的な拍子は用いない方法が好まれている。。強勢はテキストによって、フレージングは旋律の輪郭によって定められる。ソレーム式の音の延長は依然、広く行われているが、絶対的な規範ではなくなっている。

## 典礼での使用

### 典礼
グレゴリオ聖歌は、聖務日課における定時課、および、ミサの典礼で歌われる。
司教、司祭、助祭によって「アクセントゥス・エクレジアスティクス」と呼ばれるテキストが詠唱されるが、大部分は単一の朗誦音が用いられ、各文の決まった位置で簡単な旋律の形が用いられる。より複雑な聖歌は、専門訓練を受けた独唱者および聖歌隊によって歌われる。
聖歌集として最も網羅的なのは『リベル・ウズアリス』であり、トリエント・ミサで用いられる聖歌と聖務日課で最も一般的に用いられる聖歌が収録されている。修道院の外では、よりコンパクトな『グラドゥアーレ・ロマヌム』の使用がより一般的である。

### ミサの固有文
入祭唱、昇階唱、アレルヤ唱、詠唱、続唱、奉献唱、聖体拝領唱は、祭日によって異なるテキストを用いることから「ミサの固有文」と呼ばれ、聖歌も祭日ごとに異なるものを用いる。
入祭唱（イントロイトゥス）は、祭司の行列の時に用いられる、交唱聖歌である。典型的には、アンティフォナ、詩篇詩句、アンティフォナの繰り返し、頌栄、アンティフォナの繰り返し、という形をとる。朗誦音が旋律構造を支配することが多い。
昇階唱（グラドゥアーレ）は、使徒書の朗読に続く日課を詠唱する、応唱聖歌である。昇階唱の多くはセントニゼイションによって作られ、既存のフレーズがパッチワークのように継ぎ合わされて聖歌の旋律が生み出され、音楽的に近親関係にある旋律群が成立している。
アレルヤ唱は、alleluia の最後の a を長く伸ばす、「ユルビス」という明るいメリスマでよく知られる。異なるテキストのアレルヤ唱にも本質的に同じ旋律が使われることがよくあり、このようにして既存の旋律を新しいアレルヤのテキストに用いることを、「アダプテーション」と呼んでいる。アレルヤ唱は、四旬節などの悔い改めの期間には歌われず、代わりに通常は詩篇をテキストとする詠唱（トラクトゥス）が歌われる。トラクトゥスは昇階唱同様、セントニゼイションによるものが多い。
続唱（セクエンツィア）は対句形式の詩の詠唱である。セクエンツィアのテキストの多くは典礼文に含まれないため、グレゴリオ聖歌の本来の曲目ではないが、非常によく知られた「ヴィクティマエ・パスカリ・ラウデス」、「ヴェニ・サンクテ・スピリトゥス」などの聖歌が含まれている。9世紀から10世紀初頭に活躍した、初期のセクエンツィア作者であるザンクト・ガレン修道院のノトケル・バルブルスは、セクエンツィアはアレルヤ唱のユルビスに詩句を追加することから発展したと述べている。
奉献唱（オッフェルトリウム）は奉献の間に歌われる。かつては極めて冗長な連構造を持っていたが、12世紀頃には連の使用は廃れた。
聖体拝領唱（コンムニオ）は聖餐の聖体拝領の間に歌われる。旋律はしばしば調性的に不安定で、本位ロ音と変ロ音の間を行き来する。こういったコンムニオは明確に1つの旋法に分類することができない。

### ミサの通常文
キリエ、グロリア、クレド、サンクトゥス、ベネディクトゥス、およびアニュス・デイはどのミサでも同じテキストを使用するところから、「通常文」と呼ばれる。
キリエ（憐れみの賛歌）は「キリエ・エレイソン」（主よ、憐れみたまえ）の三唱、「クリステ・エレイソン」（キリストよ、憐れみたまえ）の三唱、再度「キリエ・エレイソン」の三唱からなる。古い聖歌では、「キリエ・エレイソン・イマス」（"Kyrie eleison imas" 主よ、我らを憐れみたまえ）の形も見られる。キリエはラテン語ではなくヘレニズム・ギリシャ語を用いている点が特徴的である。テキストの繰り返しの構造を反映して、音楽的にも繰り返し構造を用いるものが多い。下に掲げるカンブレ写本に収められている Kyrie ad. lib. VI は、 ABA CDC EFE' の構造をもち、セクションごとにテッシトゥーラが移動している。最後の「キリエ・エレイソン」にあたる E' の部分は、それ自体が aa'b の構造を持ち、クライマックスを作り出している。
グロリア（栄光の賛歌）は大栄頌を唱えるもので、クレド（信条告白）はニカイア信条を唱えるものである。これらの典礼文は長いため、聖歌もしばしばテキストの切れ目に対応した節構造を持っている。また、クレドは後代にミサに追加された典礼文であるために、グレゴリオ聖歌に含まれる曲数が比較的少ない。
サンクトゥス（聖なるかな）とアニュス・デイ（神の子羊）は、キリエと同様、典礼文に繰り返しが多く、音楽的にも繰り返し構造をとるものが多い。
厳密には、ミサの散会を告げるイテ・ミサ・エスト（行け、解散する）とベネディカムス・ドミノ（神を讃えよう）も通常文に含まれ、それぞれグレゴリオ聖歌もあるが、短く、簡潔なために、後代には作曲の対象となることは稀であり、研究の対象からも除外されることが多い。

### 聖務日課
修道院では、聖務日課でグレゴリオ聖歌が歌われる。主には詩篇の交唱、朝課での大応唱、他の定時課および終課での小応唱に用いられる。聖務日課での詩篇交唱は短く簡潔なものが多く、一方、大応唱は複雑で長い。

聖務日課の終わりには、「アルマ・レデンプトリス・マーテル」、「アヴェ・レジーナ・チェロールム」、「レジーナ・チェリ」または「サルヴェ・レジーナ」の4つの「マリア・アンティフォナ」のうちの1つが歌われる。これらはいずれも比較的成立が遅い聖歌で、11世紀に成立し、他の聖務日課用のアンティフォナよりもかなり複雑なものである。音楽学者アーペルはこの4曲を「中世後期のもっとも美しい作品の一つ」と述べている。

## 影響

### 中世及びルネサンス音楽
グレゴリオ聖歌は中世西洋音楽およびルネサンス音楽に大きな影響を与えた。例えば、現代の記譜法はグレゴリオ聖歌のネウマ譜から直接発展したものである。聖歌を記譜するために考案された四角ネウマは、他種の音楽の記譜にも転用されたし、ある種のネウマのまとまりは、ノートルダム楽派によって提唱されたリズム・モードというリズムの組み合わせを表現するのに使用された。15世紀から16世紀にかけて、次第に丸みを帯びた音符が四角や菱形にとってかわったが、聖歌集では依然として四角ネウマが使用された。16世紀には5本目の線を追加した五線譜の使用が一般的になった。またバス記号や、シャープ、フラット、ナチュラルの臨時記号はグレゴリオ聖歌の記譜法に直接由来するものである。
グレゴリオ聖歌の旋律は、トロープスや典礼劇の音楽的素材となった。また「キリストは立てり」（ドイツ語:"Christ ist erstanden"）や「いまぞ我ら聖霊に乞わん」（"Nun bitten wir den heiligen Geist"）などの現地語の賛美歌は、翻訳テキストにグレゴリオ聖歌の旋律をあてはめたものである。グレゴリオ聖歌の即興的な和声付けであるオルガヌムにはじまり、グレゴリオ聖歌は中世からルネサンスにかけてのポリフォニーの展開にも多大な影響を及ぼした。グレゴリオ聖歌は（一部改変をされながら）「カントゥス・フィルムス」として使用されることもしばしばで、この場合聖歌の音符の連なりが和声進行を決定づけた。マリア・アンティフォナ、なかでもアルマ・レデンプトリス・マーテルは、ルネサンスの作曲家によって頻繁に編曲された。聖歌をカントゥス・フィルムスに使用することは、バロック時代になって、独立したバスラインと、それに基づくより強い和声進行が規範的になるまで主流を保った。
後に、カトリック教会ではミサの通常文にグレゴリオ聖歌ではなくポリフォニックな編曲を用いることを認めた。このために、パレストリーナやモーツァルトなどのミサ曲では「キリエ」などの通常文を作曲の対象とし、「入祭唱」などの固有文は通常含まれなかった。固有文も荘厳ミサなどでは合唱曲に置き換えられることがあった。固有文のための多声音楽を多く作曲した作曲家としては、ウィリアム・バードやトマス・ルイス・デ・ビクトリアが上げられる。これらの多声編曲は、通常もとの聖歌の要素を取り入れている。

### 20世紀
19世紀末にはじまった古楽への関心の高まりは、20世紀の音楽に影響を及ぼした。クラシック音楽におけるグレゴリオ聖歌の影響は、例えばモーリス・デュリュフレの「グレゴリオ聖歌による4つのモテット」や、ピーター・マックスウェル・デイヴィスのキャロル、アルヴォ・ペルトの合唱曲などにみられる。また他のジャンルでは、エニグマの「サッドネス・パート1」や、ドイツのバンドグレゴリアンのポップ、ロック的アレンジ、テクノのE Nomine、ブラックメタルバンドのデススペル・オメガなどが代表的である。ノルウェーのブラックメタルバンドでは聴きやすい旋律線にグレゴリオ聖歌を用いることが多く、ボルクナガーのガルムやディム・ボルギルのICS・ヴォーテックス、エンペラーのイーサーンなどが著名な歌手としてあげられる。聖歌の旋法的な旋律は、現代的な音階に慣れた耳に非日常的な音を与えている。
一方、聖歌そのものとしてのグレゴリオ聖歌も、1980年代から90年代のニューエイジ・ミュージックやワールドミュージック隆盛の中で、大衆的な人気を得た。グレゴリオ聖歌を聴くと脳内にベータ波が発生するという社会通念が広まり、「癒しの音楽(ヒーリング・ミュージック)」としてのグレゴリオ聖歌の人気を高めた。
こうしたグレゴリオ聖歌の大衆的な人気を象徴する事件となったのがサント・ドミンゴ・デ・シロス修道院のベネディクト会士によるアルバム「CANTO GREGORIANO」のスペインにおける大ヒットである。1993年10月22日、スペインEMI社は数年前に吸収合併したイスパボックス社の保有する音源の中からグレゴリオ聖歌を収めた2枚組のＣＤをリリースした。これに際し同社には特にカタログの隙間を埋めるという以上の意図はなかったとされる。ところがこのＣＤは発売されるや並みいる人気アーティストを抑えてヒット・チャートのトップに躍り出て、翌1994年1月までに25万枚を超える驚異的な売上げを記録したのである。
グレゴリオ聖歌はアルバム「CANTO GREGORIANO」の前にも後にも、退屈な音楽としてのパロディの対象ともなっている。有名なものでは、モンティ・パイソン・アンド・ホーリー・グレイルに登場するむち打ち修行僧が歌う「ピエ・イェズ・ドミネ」や、ミステリー・サイエンス・シアター3000のポッド・ピープルの回に登場する、パブリックドメインの楽曲だけが入ったカラオケに入っている「物憂く、ほろ苦い『グレゴリアン・チャント第5番』」があげられる。
小惑星100019 グレゴリアニクは、グレゴリオ聖歌の短縮形に由来している。